# Квинт Клавдий Фламен
Квинт Клавдий Фламен (на латински: Quintus Claudius Flamen) е политик на Римската република през началото на 3 век пр.н.е. по време на Втората пуническа война.

## Биография
Произлиза от фамилията Клавдии.
През 209 пр.н.е. той е претор и е командир на два легиона в третата римска дивизия за борба против Ханибал. Между 207 – 206 пр.н.е. е пропретор в региона на салентините и Таранто.
Вероятно е този Квинт Клавдий, който е народен трибун през 218 пр.н.е.